# Santiago Bengoa
Santiago Bengoa Bengoa (Olaeta, 1955-Vitoria, 12 de julio de 2021) fue un sindicalista español, secretario general de Comisiones Obreras en Euskadi.

## Biografía
Realizó un máster industrial en la Escuela de Armería de Éibar. 
En 1972 se incorporó al sindicato Comisiones Obreras mientras trabajaba en la planta de Rodisa en Alzola. Participó en el Congreso de Barcelona, que fue decisivo en la evolución del CCOO. En esa reunión, Comisiones Obreras decidió dejar de ser un movimiento sindical y organizarse como sindicato. Ocupó diversos cargos en dicho sindicato de Álava, así como en la Federación Química. 
En 1987 fue elegido secretario general de CCOO del País Vasco, cargo que ocupó hasta el Congreso de 2000, en que fue derrotado por la lista alternativa encabezada por Josu Onaindi.
En 2000, CCOO era el primer sindicato nacional. En Euskadi tenía 50.000 afiliados. Junto con UGT representaba a más del 75% de los trabajadores que participaron en las elecciones sindicales de ese año.
En los años ochenta conoció a Mari Cruz Vicente, con la que ha compartido cuarenta años de sindicato y vida. En 1987, ella le animó a ponerse al frente del sindicato en Euskadi; en 2018, él la animó a irse a Madrid, como número dos de Unai Sordo en la ejecutiva confederal.
El 12 de julio de 2021 falleció en Vitoria, a la edad de 66 años.